# Copocentra
Copocentra é um gênero de mariposa pertencente à família Acrolepiidae.